# Libratus
Libratus (łac. zrównoważony) to program komputerowy wykorzystujący sztuczną inteligencję. Jest przeznaczony do grania w pokera w odmianę no-limit Texas hold'em. Twórcy Libratusa zamierzają go zastosować w innych niezwiązanych z pokerem dziedzinach.

## Opis
Testy Libratusa zostały przeprowadzone na superkomputerze "Bridges" w Pittsburgh Supercomputing Center. Według jednego z twórców Libratusa, profesora Tuomasa Sandholma, Libratus nie ma wbudowanej strategii, ale algorytm obliczający strategię. Jest to tzw. metoda CFR + wprowadzona w 2014 r. Przez Oskari Tammelin. Oprócz CFR + w Libratusie została zastosowana nowa technika opracowana przez Sandholm i jego doktoranta, Noama Browna, w celu rozwiązania problemu tzw. endgame (ang. gra końcowa). Ich nowa metoda nie posiada wcześniejszego standardu w programowaniu robotów zwanego "mapowaniem akcji".
Libratus został stworzony do gry tylko przeciwko jednemu graczowi ludzkiemu lub komputerowemu, jest to tak zwana gra Heads-Up.

## Ludzie vs Sztuczna Inteligencja 2017
W dniach od 11 do 31 stycznia 2017 r. Libratus został wystawiony w turnieju przeciwko czterem najwyższej klasy graczom pokera, a byli to Jason Les, Dong Kim, Daniel McAulay i Jimmy Chou. Aby uzyskać wyniki o większym znaczeniu statystycznym, rozegrano 120 000 rozdań, co stanowi 50% wzrost w stosunku do poprzedniego turnieju, w którym Claudico grał w 2015 roku. Aby zarządzać dodatkową liczbą rozdań, czas trwania turnieju został zwiększony z 13 do 20 dni.
Czterech graczy podzielono na dwie grupy – po dwóch graczy. Jeden z graczy grał w miejscu dostępnym dla ludzi, podczas gdy druga osoba z drużyny znajdował się w osobnej sali nazywanej "The Dungeon" (ang. loch), gdzie nie można było używać telefonów komórkowych ani innych urządzeń komunikacyjnych. Gracz z "podziemi" dostawał taką samą sekwencję kart, jaką Libratus "na powierzchni" i vice versa. Ta konfiguracja miała na celu wyeliminowanie efektu szczęścia.
Pula nagród w wysokości 200 000 $ została podzielona wyłącznie między ludzi. Każdy gracz otrzymał minimum 20 000 $, a reszta została rozdana w odniesieniu do ich sukcesu w walce ze sztuczną inteligencją. Jak wcześniej zapisano w regulaminie turnieju, sam Libratus nie otrzymał nagród, mimo że wygrał turniej.
Podczas turnieju Libratus rywalizował z graczami w ciągu dnia. Natomiast w nocy samodzielnie doskonalił swoją strategię, analizując wcześniejszą rozgrywkę i wyniki z dnia, w szczególności jej straty. W związku z tym był w stanie stale dopracowywać niedoskonałości, które ludzkie odkryli w swojej rozległej analizie jego gry. Wykorzystał on kolejne 4 miliony godzin obliczeniowych w superkomputerze Bridges do tego celu.

### Siła sztucznej inteligencji
Libratus prowadził z ludźmi od pierwszego dnia turnieju. Gracz Dong Kim wypowiedział się na temat Libratusa w ten sposób: "Do dzisiaj nie zdawałem sobie sprawy, jak dobre to jest, czułem się jakbym grał z kimś, kto oszukuje, jakby mógł zobaczyć moje karty. Nie oskarżam go o oszukiwanie. To było po prostu dobre."
W 16. dniu konkursu Libratus po raz pierwszy przekroczył barierę wygranego 1 000 000 $. Pod koniec tego dnia miał więcej o 1 144 402 $ w porównaniu do rozpoczęcia turnieju. Ostatecznie Libratus wygrał od ludzi 1 766 250$ i tym samym hucznie wygrał. Ponieważ duża ciemna w rozgrywce została ustawiona na 100 $, wygrana Libratusa wynosi 14,7 dużych ciemnych na 100 rozdań. Jest to uważane za wyjątkowo wysoką wygraną w pokerze.
Wśród ludzi najlepszy był Dong Kim, MacAulay był drugi, Jimmy Chou trzeci, a Jason Les czwarty.
| Miejsce  | Imię i Nazwisko | Wynik (w żetonach) |
| -------- | --------------- | ------------------ |
| 1        | Dong Kim        | -$85,649           |
| 2        | Daniel MacAulay | -$277,657          |
| 3        | Jimmy Chou      | -$522,857          |
| 4        | Jason Les       | -$880,087          |
| W sumie: | W sumie:        | -$1,766,250        |

## Inne możliwe zastosowania
Pierwszym zastosowaniem Libratusa było granie w pokera, jednak jego projektanci mają o wiele większą misję dla sztucznej inteligencji. Badacze zaprojektowali sztuczną inteligencję, aby móc nauczyć się jakiejkolwiek gry lub sytuacji, w której dostępne są niekompletne informacje, a "przeciwnicy" mogą ukrywać informacje lub nawet wprowadzać w błąd. Z tego powodu Sandholm i jego współpracownicy proponują zastosowanie tego systemu również w innych, rzeczywistych problemach, np. w cyberbezpieczeństwie, negocjacjach biznesowych lub medycynie.